# پریویتیتسه
پریویتیتسه (به چکی: Přívětice) یک منطقهٔ مسکونی در جمهوری چک است که در ناحیه روکیتسانی واقع شده‌است. پریویتیتسه ۲۰٫۶۴ کیلومتر مربع مساحت و ۲۰۷ نفر جمعیت دارد و ۴۲۷ متر بالاتر از سطح دریا واقع شده‌است.